# Ekoturizem
Ékoturízem ali ekolóški turízem je mogoče opredeliti kot turizem, v katerem izobraženi popotniki podpirajo varstvo narave in okolja na izbrani destinaciji ter lokalno skupnost in njeno kulturno dediščino. Z drugimi besedami, takšni turisti ne razmišljajo samo o tem, da bi dobili čim več za svoj denar, ampak želijo čim manj vplivati na območje, ki ga izberejo za obisk, in poskrbeti, da bo lokalna skupnost v zameno dobila sredstva za preživetje. To pomeni, da bodo raje uživali domače, avtohtone izdelke, po možnosti iz ekološkega kmetijstva, pa tudi se seznanili z običaji in kulturo lokalnega prebivalstva. Ta oblika turizma je pogosto povezana z obiskom nekaterih zaščitenih naravnih vrednot, na primer nacionalnih parkov. Takšni potniki bodo upoštevali tudi način prevoza, zato se bodo mnogi, če bodo imeli možnost, odločili za železnico, saj ima manjši vpliv na okolje kot avtomobili.

## Načela
- priznavajo pomen kulturne dediščine,
- skrb za območja dediščine,
- razvijanje partnerstev za več koristi,
- vključevanje vprašanj dediščine v poslovno načrtovanje,
- vlaganja v ljudi in kraje,
- oglaševanje in spodbujanje odgovornosti pri oblikovanju turističnih proizvodov,
- zagotavljanje kakovostnih izkušenj obiskovalcem in
- spoštovanje pravic in obveznosti lokalnih, domorodnih ljudstev.[1]

## Terminologija in zgodovina
Ekoturizem je neologizem s konca 20. stoletja, ki ga sestavljata pojma eko in turizem. Po angleškem slovarju Oxford je bil ekotour prvič zabeležen leta 1973, ekoturizem pa "verjetno po ekotur-ju" leta 1982.
- ekotura – ogled območij ekološkega pomena, običajno z izobraževalnim elementom; (pri kasnejši uporabi tudi) podoben obisk ali obisk, ki ima čim manjši vpliv na okolje ali je izveden s posebnim ciljem, da pomaga ohraniti trud, vložen v naravo.

- ekoturizem – Turizem na območjih ekološkega pomena (običajno eksotična in pogosto ogrožena naravna okolja), zlasti za podporo prizadevanjem za ohranjanje in opazovanje prostoživečih živali; spec. dostop do ogroženega okolja se nadzoruje tako, da ima najmanj škodljivih posledic.

En vir trdi, da so bili izrazi uporabljeni prej. Claus-Dieter (Nick) Hetzer, akademik in pustolovec iz foruma International International v Berkeleyju v Kaliforniji, je po poročanju leta 1965 skoval ekoturizem in prve ekoture v Jukatanu začel v začetku sedemdesetih let.
Mnogi pojmujejo izraz "ekoturizem" kot "trajnostni turizem", oksimoron. Kot večina oblik turizma je tudi ekoturizem na splošno odvisen od letalskih potovanj, kar prispeva h globalnim podnebnim spremembam.

## Ekoturizem v Sloveniji
Potencialni turist bo na razdalji 250 km v Sloveniji prestopil kar štiri evropske naravne geografske makroregije: Alpe, Sredozemsko morje, Panonsko nižino in Dinaride. Krajinsko raznolikost izboljšujejo tudi višinske razlike, kraške značilnosti skoraj polovice ozemlja, lega vzdolž najsevernejšega dela Jadranskega morja, tri vrste podnebja (zmerno celinsko, submediteransko in gorsko) ter vinorodna okrožja (Podravje, Posavje in Primorje) in različna vodna območja regije mnogih vrst tal in vegetacije. Zato je Slovenija hkrati srednjeevropska, alpska, sredozemska, panonska in kraška država z izjemno raznolikostjo ekosistemov. Preplet ekoturizma in možnost njegove uporabe v krajinskih vzorcih v Sloveniji še dodatno potrjuje veliko pokrajinsko raznolikost Slovenije in naravno prepoznavnost njene celote. Obstaja več kot 700 spomenikov narave, vključno s 151 kraškimi jamami, 31 slapovi, 16 izviri, 116 jezeri, dvema morskima akvatorijema in eno laguno. Triglavski narodni park je edini nacionalni park, ki pokriva približno 4% državnega ozemlja, vsa zavarovana območja pa pokrivajo približno 8% ozemlja. V Sloveniji živi približno 2% vseh znanih vrst rastlin in živali, ki pokrivajo le 0,014% celine. Te naravne vrednote, s kulturnimi vrednotami in turističnimi aktivnostmi jedra, zaradi katerih je slovenska turistična ponudba privlačna, so zanimive tudi za razvoj ekoturizmov.
Glavni in najpomembnejši dogodek ob mednarodnem letu ekoturizma je bila Svetovna konferenca o ekoturizmu v Quebecu v Kanadi od 19. do 22. maja 2002, katere sklepi so bili predstavljeni na svetovnem vrhu o trajnostnem razvoju med 26. avgustom in 4. septembrom v Johannesburgu v Južni Afriki. Vrhunec svetovne konference v Quebecu je oblikovanje debelarske deklaracije kot sklop sklepov in priporočil za načrtovanje, razvoj, upravljanje, trženje in nadzor dejavnosti ekoturizma z namenom trajnostnega globalnega trajnostnega gospodarskega razvoja. Kot članica svetovne skupnosti in njenih številnih organizacij in združenj, Slovenija aktivno sodeluje v sodobnih trendih in procesih trajnostnega razvoja z ustvarjanjem temeljnih strateških dokumentov o gospodarskem razvoju, v katerih je gospodarska, socialna in okoljska blaginja slovenskega prebivalstva uravnotežena celota in primarni cilj.